# TwoMorrows Publishing
TwoMorrows Publishing — американське видавництво, що спеціалізується на публікаціях про комікси, їхню історію, створення та творців. Засноване у 1994 році Джоном і Пем Морроу в Ролі, штат Північна Кароліна, компанія почала як невелике рекламне агентство, але згодом стала відомою завдяки своїм авторитетним журналам, книжкам і DVD, присвяченим комікс-індустрії.

## Список журналів

### Чинні видання
- Jack Kirby Collector
- Alter Ego
- Back Issue!
- Draw!
- Comic Book Creator[5]
- BrickJournal[5]
- RetroFan[5]

### Зупинені видання
- Comic Book Artist[5]
- Comicology
- Rough Stuff[5]
- Write Now![5]

## Історія

### Jack Kirby Collector
Першим виданням стала Jack Kirby Collector, журнал, присвячений спадщині легендарного художника Джека Кірбі. Морроу, фанат Кірбі з дитинства, отримав дозвіл на публікацію від вдови художника, Роз Кірбі. Перше число вийшло 5 вересня 1994 року як невеликий чорно-білий фанзин, але з часом журнал виріс у повноцінне кольорове видання з глянцевою обкладинкою. Він включав рідкісні та неопубліковані роботи Кірбі, оригінальні олівцеві сторінки, а також нові інтерпретації його арту сучасними художниками. Видання було повністю авторизоване родиною Кірбі. Морроу також ініціювали проєкт зі збереження тисяч сторінок олівцевих малюнків Кірбі шляхом їхнього сканування та цифрового очищення.

### Інші журнали
Успіх Jack Kirby Collector надихнув на розширення. У 1998 році за участі Джона Б. Кука стартував Comic Book Artist — журнал, присвячений коміксам 1960–1970-х років, який здобув кілька премій Айзнера. Згодом видавництво взяло під своє крило Comicology, який проіснував чотири випуски. У 1999 році TwoMorrows відновили фанзин Роя Томаса Alter Ego як окреме видання, присвячене історії коміксів і класичним героям. У 2001 році вийшов журнал Draw! під редакцією Майка Менлі, орієнтований на технічні аспекти створення коміксів і анімації. Того ж року Дані Фінґерот започаткував Write Now! — журнал про написання сценаріїв для коміксів та мультфільмів. Після відходу Кука у 2003 році (він переніс Comic Book Artist до видавництва Top Shelf), TwoMorrows найняли Майкла Юрі для створення журналу-продовження — Back Issue!, який розпочався того ж року і зосереджується на коміксах 1970–1990-х років. У 2006 році з’явився спін-оф Rough Stuff, що публікував начерки, олівцеві сторінки та невикористані ілюстрації художників.